# Волков, Юрий (легкоатлет, 1977)
Ю́рий Во́лков (род. 16 августа 1977) — российский легкоатлет, специалист по барьерному бегу. Выступал в 1998—2006 годах, чемпион России в эстафете 4 × 100 метров, многократный победитель и призёр первенств всероссийского значения, участник Всемирной Универсиады в Пекине.

## Биография
Юрий Волков родился 16 августа 1977 года. Занимался лёгкой атлетикой в Москве.
Первые серьёзные результаты на всероссийском уровне показывал в 1998 году, когда в беге на 110 метров с барьерами стал пятым на открытом первенстве Москвы, четвёртым на Мемориале Владимира Куца в Москве, восьмым на чемпионате России в Москве. На чемпионате России с московской командой также одержал победу в эстафете 4 × 100 метров.
В 1999 году в 60-метровом барьерном беге выиграл серебряную медаль на Рождественском кубке в Москве, финишировал шестым на зимнем чемпионате России в Москве. В 110-метровом барьерном беге показал шестой результат на Мемориале братьев Знаменских в Москве, взял бронзу на Мемориале Куца и на первенстве Москвы, стал пятым на летнем чемпионате России в Туле.
Зимой 2000 года был четвёртым на Рождественском кубке и на открытом первенстве Москвы. Летом занял пятое место на чемпионате России в Туле.
В 2001 году в беге на 60 метров с барьерами финишировал вторым на Рождественском кубке, пятым на турнире «Русская зима», третьим на первенстве Москвы и на зимнем чемпионате России в Москве. В беге на 110 метров с барьерами завоевал бронзовую награду на Мемориале братьев Знаменских в Туле, занял седьмое место в матчевой встрече со сборными США и Великобритании в Глазго, выступил на летнем чемпионате России в Туле. Будучи студентом, представлял страну на Всемирной Универсиаде в Пекине, где в своей дисциплине сумел дойти до стадии полуфиналов.
Зимой 2002 года взял бронзу на Рождественском кубке, получил серебро на первенстве Вооружённых сил, превзошёл всех соперников на первенстве Москвы, был четвёртым на «Русской зиме» и пятым на Кубке губернатора в Самаре. На зимнем чемпионате России в Волгограде попасть в число призёров не смог. Летом стал четвёртым на Кубке России в Туле, победил на Мемориале Знаменских в Туле, финишировал вторым на первенстве Москвы, был лучшим на молодёжном московском первенстве. На летнем чемпионате России в Чебоксарах выиграл серебряную медаль, уступив только кемеровчанину Андрей Кислых.
В 2003 году в барьерном беге на 110 метров отметился победой на всероссийских соревнованиях в Туле, стал третьим на Мемориале Знаменских в Туле, стартовал на чемпионате России в Туле.
В 2004 году на зимнем чемпионате России в Москве завоевал серебряную награду и установил свой личный рекорд в беге на 60 метров с барьерами в помещении — 7,82. Позднее на соревнованиях в Туле установил личный рекорд в беге на 110 метров с барьерами на открытом стадионе — 13,79. Среди прочего стал бронзовым призёром на Мемориале братьев Знаменских в Казани, показал пятый результат на летнем чемпионате России в Туле.
В 2005 году занял шестое место на зимнем чемпионате России в Волгограде и пятое место на летнем чемпионате России в Туле.
В 2006 году принимал участие в зимнем чемпионате России в Москве и в летнем чемпионате России в Туле. По окончании сезона завершил спортивную карьеру.